# متین صفائیان
متین صفائیان (زادهٔ ۱۷ اوت ۱۹۹۷) در کلات؛ بازیکن فوتبال اهل ایران است که در پست دروازه‌بان برای باشگاه فوتبال چوکا تالش بازی می‌کند.

## دوران باشگاهی

### شهر خودرو
وی اولین بازی خود در لیگ برتر خلیج فارس را در هفته سی‌ام لیگ برتر فوتبال ایران ۹۹–۱۳۹۸، مقابل باشگاه فوتبال نساجی مازندران انجام داد.
وی همچنین اولین بازی خود در مسابقات کنفدراسیون فوتبال آسیا را در ۲۴ شهریور ۱۳۹۹ و در هفته سوم دور گروهی لیگ قهرمانان آسیا ۲۰۲۰، در مقابل شباب الاهلی امارات انجام داد.